# معركة البطاح
معركة أو موقعة البُطَاح (بضم الباء) هي معركة حصلت بين المسلمين والمرتدين في عهد الخليفة ابو بكر، وهي جزء من حروب الردة. انتهت بانتصار المسلمين.

## التسميةوالتأثيل
قال محمد بن ناصر العبودي في معجم بلاد القصيم: (البطاح: بإسكان الباء بعد (ال) فطاء مفتوحة فألف ثم حاء آخره. واد يأتي سيله من جهة (جبل كير) في منطقة الجنوب الغربي من الرس ويتجه إلى جهة الشمال حتى يجتمع مع وادي الرسيس ويصب في وادي الرُّمة قرب بلدة (قصر ابن عقيّل) إلى الغرب منها. ويبعد عن الرس بحوالي سبع وعشرين كيلاً. وفيه مزارع لأهل الرس ولكنها صغيرة.
- وكان أهل البادية يقطنونه أي: يقيمون عليه في فصل الصيف؛ لأن فيه مياها قريبة النبط، تسميها العامة منهم (حسيان) أي: أحساء البطاح -جمع حسي- في الفصحى، وجمع حسو في العامية وهو قديم التسمية، قال نصر: البُطاح -بضم الياء- ماءٌ من ديار بني أسد لبني والبة منهم، وهناك كانت الحرب بين المسلمين وبين أهل الردِّة، وقيل أيضاً: قرية لبني أسد مشرفة على الرُّمة من قصد مهب الجنوب.
- وقوله: قرية يدل على قدم عمارة البطاح. أما موقع البطاح فهو صحيح كما ذكره. وقد اشتهر ذكر البطاح في حروب الردة وفي مقتل مالك بن نويرة، وفي ذلك اختلاف في الرواية في حادث مقتل مالك، ونحن نذكر بعض ماذكر مما ورد فيه ذكر البطاح).

## خلفية
بعد وفاة النبي شارك خالد بن الوليد في قتال المرتدين في عهد أبي بكر الصديق، فقد ظن بعض المنافقين وضعاف الإيمان أن الفرصة قد أصبحت سانحة لهم -بعد وفاة النبي- للانقضاض على هذا الدين؛ فمنهم من ادَّعى النبوة، ومنهم من تمرد على الإسلام ومنع الزكاة، ومنهم من ارتدَّ عن الإسلام، وقد وقع اضطراب كبير، واشتعلت الفتنة التي أحمى أوارها وزكّى نيرانها كثير من أعداء الإسلام.
وقد واجه الخليفة الأول تلك الفتنة بشجاعة وحزم، وشارك خالد بن الوليد بنصيب وافر في التصدي لهذه الفتنة والقضاء عليها، حينما وجّهه أبو بكر لقتال طليحة بن خويلد الأسدي، وكان قد تنبَّأ في حياة النبي حينما علم بمرضه بعد حجة الوداع، ولكن خطره تفاقم وازدادت فتنته بعد وفاة النبي والتفاف كثير من القبائل حوله، واستطاع خالد أن يُلحِق بطليحة وجيشه هزيمة منكرة، فرَّ «طليحة» على إثرها إلى الشام، ثم أسلم بعد ذلك وحسن إسلامه. وبعد فرار طليحة راح خالد يتتبع فلول المرتدين، فأعمل فيهم سيفه حتى عاد كثير منهم إلى الإسلام.

## تفاصيل المعركة
كان في البُطَاح يقيم مالك بن نويرة اليربوعي التميمي وأتباعه المرتدين عن الإسلام بسبب منعهم الزكاة أحد أركان الإسلام. وعقد خالد بن الوليد العزم على المسير إلى البُطَاح لملاقاة مالك بن نويرة وأتباعه، ولما وصل خالد إلى ديارهم لم يجد أحداً. فكان فرار بني تميم من البُطَاح، فحدث ملاحقة الجيش الإسلامي لهم، وبعد ذلك تمكنت سرايا خالد من اللحاق بمالك بن نويرة وإحضاره بين يدي خالد هو ومن معه ووافقه من قومه، وأمر خالد بحبسهم، ثم حينما تبين لخالد موقف مالك من دفع الزكاة أمر بقتله.
بث خالد سرايا لمطاردة بني تميم، واستطاعت قواته اللحاق بهم، واستجابوا لمطالب المسلمين وقدموا الزكاة بين يدي خالد.
في حين كانت سجاح بنت الحارث التميمية لتحريض قومها ضد المسلمين، ولما علمت بمجئ خالد وجيشه، فضلت الانتقال إلى اليمامة لتكمل دورها الجاسوسي للدولة الساسانية مع بني حنيفة.